# کلاته عرب (خوسف)
کلاته عرب یک روستا در ایران است که در دهستان جلگه ماژان شهرستان خوسف واقع شده‌است. کلاته عرب ۱۱۶ نفر جمعیت دارد.